# Kingdom Hearts 3D: Dream Drop Distance
Kingdom Hearts 3D: Dream Drop Distance (også kendt som Kingdom Hearts DDD) er det syvende spil i Kingdom Hearts-serien, som er lavet eksklusivt til Nintendo 3DS. Spillet blev annonceret ved E3 2010 og udkom i 2012.
Handlingen i spillet starter efter begivenhederne i Kingdom Hearts Re:coded. Det fokusere på Sora og Riku mens de tager deres eksamen i Mark of Mastery, hvor de skal beskytte verdener fra Master Xehanorts genkomst. Man kan kun spille én person alene ad gangen, men man kan få væsner som kaldes "Dream Eaters" som kan hjælpe i kampe.
Square Enix-holdet blev facineret af kvalitet på en Nintendo 3DS og besluttede derfor at lave et spil til systemet. De tog nogle elementer fra Kingdom Hearts Birth by Sleep og fik det forbedret. Historien og gameplay er lavet som en forsmag på Kingdom Hearts III.
Spillet blev godt modtaget i Japan og USA, hvor det solgte hhv. 250.000 og 180.000 eksemplarer.